# 1978-as afrikai nemzetek kupája
1978-ban került megrendezésre a 11. afrikai nemzetek kupája. A házigazda Ghána volt, a viadalnak két város  adott otthont. A végső győzelmet Ghána válogatottja szerezte meg, az együttes a döntőben Uganda csapatát múlta felül 2–0 arányban.

## Helyszínek
| Város  | Stadion            | Befogadóképesség |
| ------ | ------------------ | ---------------- |
| Accra  | Ohene Djan Stadion |                  |
| Kumasi | Baba Yara Stadion  |                  |

## Selejtezők
Az Afrikai Labdarúgó-szövetség 26 tagja nevezett a kontinensviadalra, ezek közül hat csapat a selejtezők során visszalépett. Hat csapat kvalifikálta magát a kontinensviadalra. Selejtezők nélkül jutott ki a házigazda Ghána valamint a címvédő, Marokkó.

## Részt vevő csapatok
| - Burkina Faso - Kongó - Ghána (házigazda) - Marokkó (címvédő) | - Nigéria - Tunézia - Uganda - Zambia |  |

## Eredmények

### Csoportkör

#### A csoport
| Csapat       | M | Gy | D | V | Rg | Kg | Gk | P |
| ------------ | - | -- | - | - | -- | -- | -- | - |
| Ghána        | 3 | 2  | 1 | 0 | 6  | 2  | +4 | 5 |
| Nigéria      | 3 | 1  | 2 | 0 | 5  | 3  | +2 | 4 |
| Zambia       | 3 | 1  | 1 | 1 | 3  | 2  | +1 | 3 |
| Burkina Faso | 3 | 0  | 0 | 3 | 2  | 9  | -7 | 0 |

| 1978. március 5. |

| Ghána | 2–1   | Zambia |
| ----- | ----- | ------ |
|       | (1–1) |        |

| Ohene Djan Stadion, Accra |

| 1978. március 5. |

| Nigéria | 4–2   | Burkina Faso |
| ------- | ----- | ------------ |
|         | (2–0) |              |

| Ohene Djan Stadion, Accra |

| 1978. március 8. |

| Zambia | 2–0   | Burkina Faso |
| ------ | ----- | ------------ |
|        | (1–0) |              |

| Ohene Djan Stadion, Accra |

| 1978. március 8. |

| Nigéria | 1–1   | Ghána |
| ------- | ----- | ----- |
|         | (1–0) |       |

| Ohene Djan Stadion, Accra |

| 1978. március 10. |

| Zambia | 0–0   | Nigéria |
| ------ | ----- | ------- |
|        | (0–0) |         |

| Ohene Djan Stadion, Accra |

| 1978. március 10. |

| Ghána | 3–0   | Burkina Faso |
| ----- | ----- | ------------ |
|       | (1–0) |              |

| Ohene Djan Stadion, Accra |

#### B csoport
| Csapat  | M | Gy | D | V | Rg | Kg | Gk | P |
| ------- | - | -- | - | - | -- | -- | -- | - |
| Uganda  | 3 | 2  | 0 | 1 | 7  | 4  | +3 | 4 |
| Tunézia | 3 | 1  | 2 | 0 | 4  | 2  | +2 | 4 |
| Marokkó | 3 | 1  | 1 | 1 | 2  | 4  | -2 | 3 |
| Kongó   | 3 | 0  | 1 | 2 | 1  | 4  | -3 | 1 |

| 1978. március 6. |

| Marokkó | 1–1   | Tunézia |
| ------- | ----- | ------- |
|         | (1–0) |         |

| Baba Yara Stadion, Kumasi |

| 1978. március 6. |

| Uganda | 3–1   | Kongó |
| ------ | ----- | ----- |
|        | (2–0) |       |

| Baba Yara Stadion, Kumasi |

| 1978. március 9. |

| Tunézia | 3–1   | Uganda |
| ------- | ----- | ------ |
|         | (2–0) |        |

| Baba Yara Stadion, Kumasi |

| 1978. március 9. |

| Marokkó | 1–0   | Kongó |
| ------- | ----- | ----- |
|         | (1–0) |       |

| Baba Yara Stadion, Kumasi |

| 1978. március 11. |

| Kongó | 0–0   | Tunézia |
| ----- | ----- | ------- |
|       | (0–0) |         |

| Baba Yara Stadion, Kumasi |

| 1978. március 11. |

| Uganda | 3–0   | Marokkó |
| ------ | ----- | ------- |
|        | (3–0) |         |

| Baba Yara Stadion, Kumasi |

### Egyenes kieséses szakasz
|  |                      |           |           |                     |   |       |       |       |
|  | Elődöntők            | Elődöntők | Elődöntők |                     |   | Döntő | Döntő | Döntő |
|  | Elődöntők            | Elődöntők | Elődöntők |                     |   | Döntő | Döntő | Döntő |
|  | március 14. – Accra  |           |           |                     |   |       |       |       |
|  |                      |           |           |                     |   |       |       |       |
|  | Ghána                | Ghána     | 1         |                     |   |       |       |       |
|  | Ghána                | Ghána     | 1         | március 16. – Accra |   |       |       |       |
|  | Tunézia              | Tunézia   | 0         |                     |   |       |       |       |
|  | Tunézia              | Tunézia   | 0         |                     |   | Ghána | Ghána | 2     |
|  | március 14. – Kumasi |           |           |                     |   | Ghána | Ghána | 2     |
|  |                      |           | Uganda    | Uganda              | 0 |       |       |       |
|  | Uganda               | Uganda    | Uganda    | Uganda              | 0 | 2     |       |       |
|  | Uganda               | Uganda    |           |                     |   |       |       |       |
|  | Nigéria              | Nigéria   | 1         |                     |   |       |       |       |
|  | Nigéria              | Nigéria   | 1         | Bronzmérkőzés       |   |       |       |       |
|  |                      |           |           |                     |   |       |       |       |
|  | március 16. – Accra  |           |           |                     |   |       |       |       |
|  |                      |           |           |                     |   |       |       |       |
|  | Nigéria              | Nigéria   | 2         |                     |   |       |       |       |
|  | Nigéria              | Nigéria   | 2         |                     |   |       |       |       |
|  | Tunézia              | Tunézia   | 0         |                     |   |       |       |       |
|  | Tunézia              | Tunézia   | 0         |                     |   |       |       |       |

#### Elődöntők
| 1978. március 14. |

| Ghána | 1–0   | Tunézia |
| ----- | ----- | ------- |
|       | (0–0) |         |

| Ohene Djan Stadion, Accra |

| 1978. március 14. |

| Uganda | 2–1     | Nigéria |
| ------ | ------- | ------- |
|        | (1 - 0) |         |

| Baba Yara Stadion, Kumasi |

#### 3. helyért
| 1978. március 16. |

| Nigéria | 2–0 | Tunézia |
| ------- | --- | ------- |
|         | (Tunézia a mérkőzés 42. percében, 1-1-es állásnál levonult a pályáról, a mérkőzést Nigériának ítélték 2-0-s végeredmánnyel) |         |

| Ohene Djan Stadion, Accra |

#### Döntő
| 1978. március 16. |

| Ghána | 2–0   | Uganda |
| ----- | ----- | ------ |
|       | (1–0) |        |

| Ohene Djan Stadion, Accra |

| 1978-as afrikai nemzetek kupája bajnoka: |
| ---------------------------------------- |
| GHÁNA 3. cím                             |

## Gólszerzők
| 3 gól - Opoku Afriyie - Segun Odegbami - Philip Omondi 2 gól - George Alhassan - Karim Abdul Razak - Acila - Ben Aziza - Kisitu | 1 gól - Koita - Hien - Willie Klutse - Mohammed - Mamounoubala - Adekiye - Christian Chukwu - Martin Eyo - Kaabi - Labidi | - Kisitu - Musenze - Nasur - Nsereko - Semwanga - B.Phiri - P.Phiri - Kapita |

## Külső hivatkozások
- Részletek az RSSSF.com-on